# Station Barry Island
Barry Island is een spoorwegstation in Wales. 

Overzicht, 2012